# Reinhold Trautmann
Reinhold Trautmann, (ur. 16 stycznia 1883 w Królewcu, zm. 4 października 1951 w Jenie) – językoznawca niemiecki. Od 1920 profesor uniwersytetu w Pradze, następnie kolejno uniwersytetów w: Królewcu, Lipsku i Jenie. Głównym przedmiotem jego badań były języki słowiańskie i bałtyckie. Najważniejsze prace: Die altpreussischen Sprachdenkmäler (1910), Baltisch-Slawisches Wörterbuch (1923), Die slawischen Völker und Sprachen (1947).